# Août 1871

## Événements
- 3 août, Canada : signature du traité numéro 1 entre la reine et les tribus Chippewa et Cris du Manitoba.
- 21 août, Canada : signature du traité numéro 2  entre la reine et les Ojibwés de l'ouest du Manitoba et de la Saskatchewan.
- 23 août : le roi Sérère Maat Sine Coumba Ndoffène Famak Diouf est assassiné à Joal par les Français[1].
- 29 août : le Japon supprime définitivement la féodalité et instaure des districts administratifs. La noblesse est indemnisée par des pensions. Abolition des domaines féodaux (han). Création de préfectures et d’une administration centralisée. Abolition officielle des anciens ordres et statuts sociaux.
- 31 août :
  - France : l'Assemblée Nationale, divisée entre légitimistes, orléanistes et républicains, se proclame Assemblée Constituante;
  - France : la loi « Rivet » donne à Adolphe Thiers le titre de Président de la République. Thiers fait proroger et augmenter ses pouvoirs.

## Naissances
- 7 août : Abanîndranâth Tagore, écrivain indien († 5 décembre 1951).
- 9 août : Léonide Andreiev, né à Orel, écrivain russe.
- 17 août : Theodore Dreiser, né à Terre Haute dans l'Indiana, écrivain américain.
- 24 août : Albert Lantenois, écrivain français.
- 29 août : 
  - Albert Lebrun, futur président de la république française.
  - Jack Butler Yeats (mort le 28 mars 1957), artiste peintre irlandais
  - Florine Stettheimer (morte le 11 mai 1944), artiste peintre américaine
- 30 août : Ernest Rutherford, physicien et chimiste britannique.

## Décès
- 29 août : 
  - Paul de Kock (né le 21 mai 1793), auteur dramatique et librettiste français
  - Gustave Tridon (né le 1er janvier 1841), avocat, homme politique, journaliste, écrivain français
  - Étienne Peyret-Lallier (né le 3 mars 1780), homme politique, avocat français